# Soma Vogel
Soma Vogel (7 de julho de 1997) é um jogador de polo aquático húngaro, medalhista olímpico.

## Carreira
Vogel fez parte da Seleção Húngara de Polo Aquático Masculino nos Jogos Olímpicos de Verão de 2020 em Tóquio, equipe que conquistou a medalha de bronze, após derrotar a equipe espanhola na disputa pelo pódio por 9–5.